# Lappglansmossa
Lappglansmossa (Orthothecium lapponicum) är en bladmossart som beskrevs av C. Hartman 1871. Enligt Catalogue of Life ingår Lappglansmossa i släktet glansmossor och familjen Hypnaceae, men enligt Dyntaxa är tillhörigheten istället släktet glansmossor och familjen Plagiotheciaceae. Enligt den finländska rödlistan är arten akut hotad i Finland. Enligt den svenska rödlistan är arten sårbar i Sverige. Arten förekommer i Övre Norrland. Artens livsmiljö är kalkstensklippor och kalkbrott. Inga underarter finns listade i Catalogue of Life.